# Farthingstone
Farthingstone – wieś w Anglii, w hrabstwie Northamptonshire, w dystrykcie (unitary authority) West Northamptonshire. Leży 16 km na zachód od miasta Northampton i 102 km na północny zachód od Londynu. W 2001 miejscowość liczyła 179 mieszkańców.